# Dali Benssalah
Dali Benssalah (in arabo دالي بن صلاح‎?; Rennes, 8 gennaio 1992) è un attore francese, meglio noto a livello internazionale per il ruolo dello scagnozzo Primo nel film di James Bond No Time to Die (2021).

## Biografia
Di origini algerine, pratica sin da giovane karate e muay thai a livello professionistico. Si appassiona alla recitazione per caso, dopo che la madre lo inscrive per un'estate alle lezioni di Cours Florent di Parigi nel 2009. Tornato in Bretagna, studia economia all'Università di Rennes, decidendo poi di fare ritorno nella capitale per fare l'attore. Si è diplomato alla Scuola del Teatro nazionale di Strasburgo.
Si fa notare per la prima volta nel 2017, recitando nel videoclip del brano Territory del gruppo di musica elettronica francese The Blaze, girato nella Casba di Algeri: il video riceve oltre 120 milioni di visualizzazioni su YouTube.
Esordisce al cinema l'anno seguente con un piccolo ruolo ne L'uomo fedele di Louis Garrel. La sua interpretazione "fisica" nel videoclip Territory attira l'attenzione del regista Cary Fukunaga, che lo convoca a Londra per affidargli il ruolo di uno dei cattivi nel film di James Bond No Time to Die (2021), il monoculare Primo, in cui ha avuto modo di dare sfoggio delle sue abilità di artista marziale. Nel 2022 è stato tra i protagonisti del film Netflix Athena.

## Filmografia parziale

### Cinema
- L'uomo fedele (L'Homme fidèle), regia di Louis Garrel (2018)
- Vita nella banlieue (Banlieusards), regia di Kery James e Leïla Sy (2019)
- Una voce fuori dal coro (Mes frères et moi), regia di Yohan Manca (2021)
- No Time to Die, regia di Cary Fukunaga (2021)
- La Ligne - La linea invisibile (La Ligne), regia di Ursula Meier (2022)
- Athena, regia di Romain Gavras (2022)

### Televisione
- The Veil – miniserie TV, 6 puntate (2024)

## Doppiatori italiani
Nelle versioni in italiano dei suoi film e serie televisive, Dali Benssalah è stato doppiato da:
- Raffaele Carpentieri in No Time to Die, Athena
- Andrea Beltramo in La Ligne - La linea invisibile
- Carlo Petruccetti in Una voce fuori dal coro
- Flavio Aquilone in The Veil